# Mistyka karmelitańska
Mistyka karmelitańska – nurt w mistyce chrześcijańskiej, związany z reformowanym zakonem karmelitańskim, którego korzenie sięgają na początku XII wieku na Górze Karmel w Palestynie.

## Charakterystyka mistyki karmelitańskiej
Szczególny wpływ na rozwój mistyki karmelitańskiej wywarł zakon karmelitów, założony na górze Karmel, podczas wypraw krzyżowych. Regułę zakonu zatwierdził papież Honoriusz III w 1226 r. Od samego początku celem zakonu był eremityzm, dopiero później, został on nieco złagodzony. W wieku XV powstaje żeńska gałąź tego zakonu.
Rozkwit mistyki karmelitańskiej to lata 1570 – 1625. Z tym czasem związany jest pogląd, iż nie poznanie Boga jest decydujące, lecz miłowanie Go. Praktyczny tego wyraz, odnaleźć można w modlitwie myślnej, która opiera się na franciszkańskiej mistyce wewnętrznego skupienia, która ma na celu zjednoczenie miłości z Bogiem. Przeżywana jak i konsekwentnie wyrażana mistyka pojawia się dopiero w drugiej połowie XVI w. w zakonie karmelitów bosych.

## Wczesna mistyka karmelitańska
Wśród tych, którzy stali u początków mistyki karmelitańskiej należy wymienić przede wszystkim św. Teresę z Awili i św. Jana od Krzyża.

### Terasa z Awili
Teresa z Ávili (1515 – 1582) – doktor Kościoła, ogłoszona przez papieża Pawła VI w 1970 roku. Św. Teresa przeprowadziła reformę zakonu karmelitańskiego w wieku XVI, początkowo wśród karmelitanek, później z pomocą św. Jana od Krzyża, także karmelitów.
Reforma charakteryzowała się przede wszystkim powrotem do reguły, którą zatwierdził papież Innocenty IV i od tego momentu można wyróżnić dwie gałęzie zakonu karmelitańskiego: pierwsza to karmelici, którzy stanowią I Zakon Karmelitański, natomiast do drugie zalicza się karmelitanki bose. Św. Teresa pozostawiła wiele dzieł, w których łączy łaski mistyczne i kontemplacyjne z elementami duchowego życia człowieka, które są według niej, najkrótszą drogą do świętości. Na uwagę szczególną, zasługują takie dzieła jak: Księga życia, Droga doskonałości, Twierdza wewnętrzna i Księga fundacji. Według nauczania świętej, chrześcijańska egzystencja osiąga swą pełnię dopiero w życiu mistycznym, które polega na postępującym rozwijaniu się doświadczenia Boga i Jego działania, a także działania Chrystusa, Ducha Świętego i Kościoła, dzięki czemu wiara staje się pogłębiona, natomiast miłość i nadzieja nabierają znaczenia i tendencji eschatologicznych.

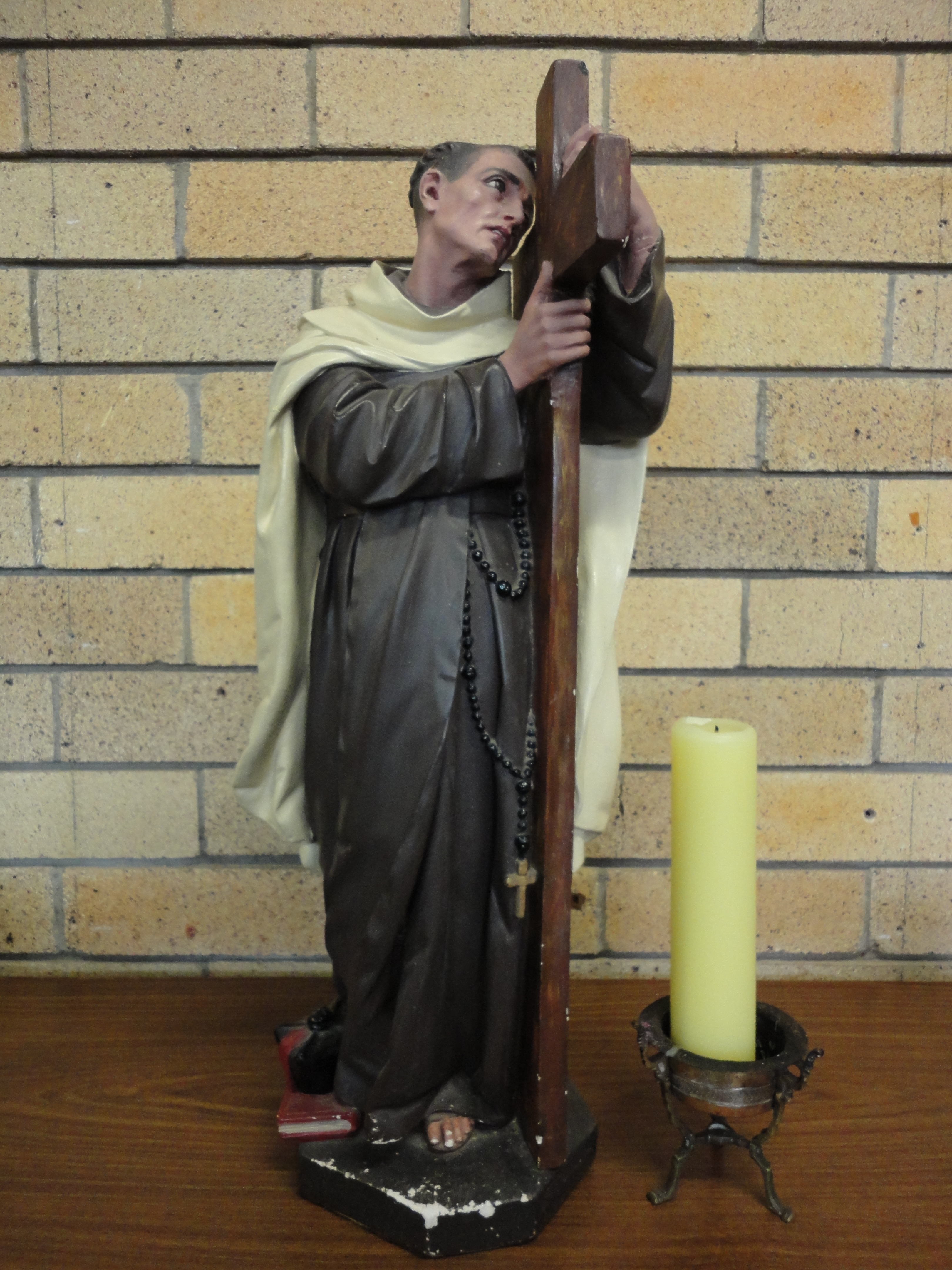
Figurka św. Jana od Krzyża.

### Jan od Krzyża
Jan od Krzyża (1542 – 1591) – podobnie jak Teresa z Ávili, choć wcześniej w 1926 r., również i on został ogłoszony doktorem Kościoła. Był razem z nią reformatorem zakonu karmelitańskiego.
Pozostawił liczne dzieła należące do światowej klasyki literatury mistycznej, są to m.in.: Droga na Górę Karmel, Pieśń duchowa i Noc ciemna, Żywy płomień miłości.
Doktryna ascetyczna świętego opiera się na zagadnieniu zjednoczenia z Bogiem. Św. Jan pisząc o mistycznym zjednoczeniu wyróżnia dwa stopnie: pierwszy, zwany w języku mistycznym: zaślubinami duchowymi oraz drugi, małżeństwo duchowe. Poglądy mistyczne św. Jana są kontynuacją nurtu apofatycznej Pseudo-Dionizego Areopagity.
Według niego środkiem najbliższym i najbardziej odpowiednim zjednoczenia człowieka z Bogiem jest wiara. W dziele Żywy płomień miłości podkreślał, że nie ma innego środka do prawdziwego zjednoczenia z Bogiem oprócz wiary. Jest ona źródłem, z którego wierzący czerpie wszystkie dobra duchowe. Wiara jako cnota ukazuje rzeczywistość prawdziwą, jaką jest bez zniekształceń. Przynosi pokrzepienie duchowe, jest jasna i wolna od błędów. W swoich formułach (np. Credo) i działaniu  może być porównana do srebra, natomiast rzeczywistość duchowa z którą łączy człowieka, czyli sama prawda jest jak złoto. Wiara bowiem, według Jana od Krzyża, pozwala człowiekowi przyjąć obecność Boga, jednocześnie, będąc poznaniem niedoskonałym, osłania ją jakby srebrem (rodz. 12,1).

## Późniejsza mistyka karmelitańska
Wśród postaci, które tworzyły późniejszą mistykę Karmelu poprzez swoje życie duchowe i nauczanie są m.in. Teresa z Lisieux, Elżbieta od Trójcy Przenajświętszej, Maria Baouardy (Miriam od Jezusa Ukrzyżowanego) i patronka Europy św. Teresa Benedykta od Krzyża (Eidth Stein).